# جائزة أيطاليا الكبرى 1922
جائزة أيطاليا الكبرى 1922 (بالإنجليزية: 1922 Italian Grand Prix)‏ هو سباق فورمولا 1 أقيم بتاريخ 10 سبتمبر 1922 في مونزا.